# SG Kalisch
Die SG Kalisch war während des Zweiten Weltkriegs ein kurzlebiger Sportverein aus der Stadt Kalisz (dt. Kalisch) im besetzten Polen. 

## Geschichte
Zur Saison 1943/44 stieg die SG aus der Bezirksliga in die Gauliga Wartheland auf. Mit 15:15 Punkten konnte dann gleich in der Aufstiegssaison der dritte Platz am Ende der Saison eingefahren werden. Zur nächsten Saison konnte dann kein Spielbetrieb mehr aufgenommen werden. Spätestens nach dem Ende des Krieges und der Rückeroberung des Wartheland durch die Rote Armee wurde der Verein dann aufgelöst.